# Thai ridgebackdog

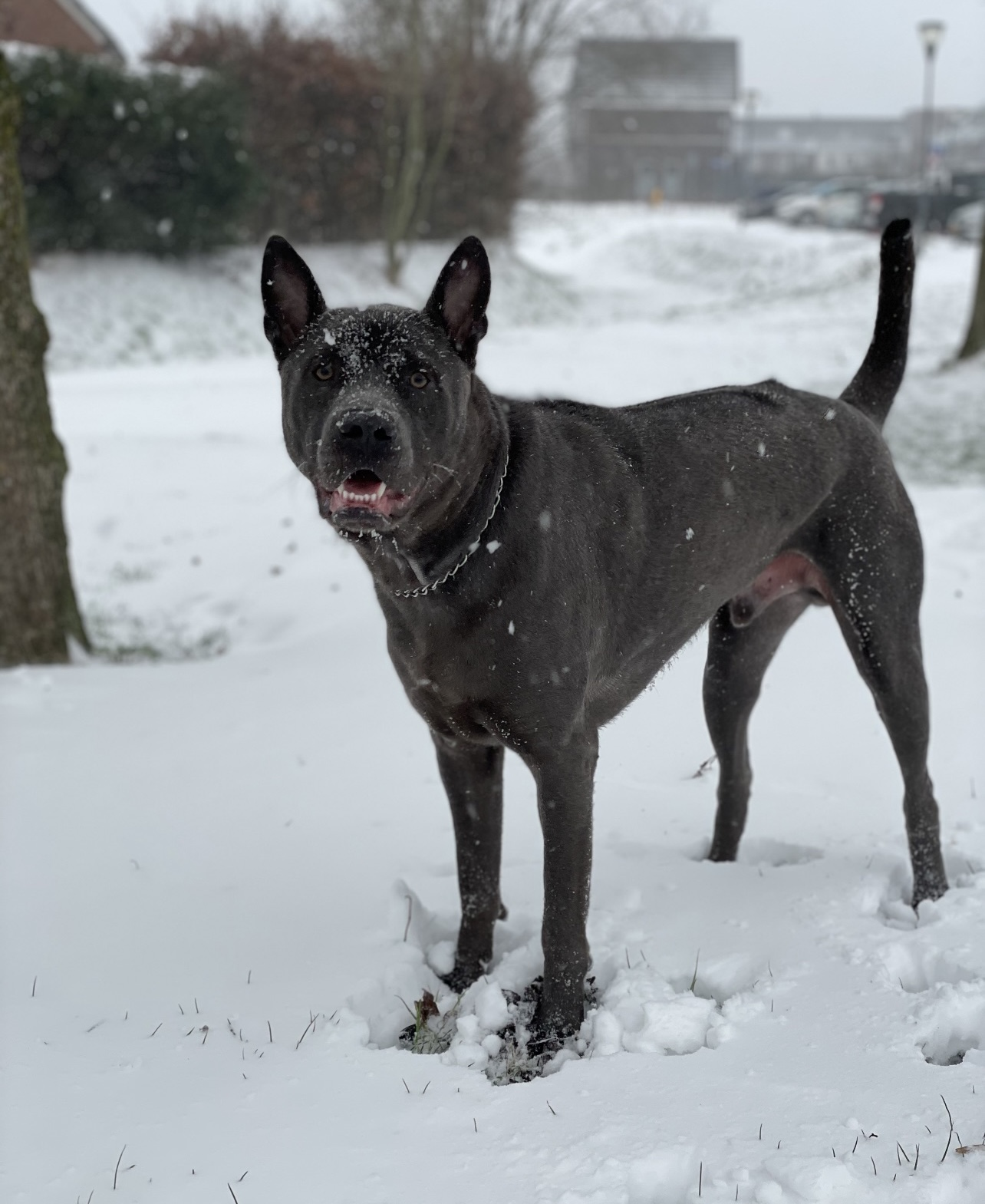
Thai ridgebackdog met lange vacht

De Thai ridgebackdog of mah thai lang ahn is een jachthond en waakhond afkomstig uit Thailand. Het ras bestaat in Thailand mogelijk al sinds het midden van de zeventiende eeuw.

## Uiterlijk
De reuen bereiken een schouderhoogte van ongeveer 53 tot 61 centimeter en wegen ongeveer 27 tot 34 kilo. De teven blijven wat kleiner; dat kan variëren van 48 tot 56 centimeter en ze wegen ongeveer 23 tot 30 kilo. De haren van de vacht zijn zeer kort en zacht met de herkenbare "ridge" midden over de rug. Erkende "ridges" zijn de naald, veer, speer, luit, viool, bowlingkegel, blad en zadel. De kleuren kunnen zijn: zilver, blauw, kastanjebruin of zwart. De vacht heeft weinig verzorging nodig, af en toe even borstelen is voldoende.

## Aard
De Thai ridgebackdog is een intelligente, waakse hond, is beweeglijk en actief en heeft een groot uithoudingsvermogen. Hij kan wat eigenzinnig zijn en is zeker geen allemansvriend. Vaak is de Thai achterdochtig tegenover vreemden en is hij gereserveerd en afwachtend. Dit ras kan een zekere voorkeur hebben voor bepaalde personen. De opvoeding dient consequent maar toch met zachte hand te gebeuren. Als hij met andere huisdieren is opgegroeid, is samenleven geen probleem.